# Dipatuan Kudarat
Sultán Muhammad Dipatuan Kudarat (1581-1671, Lanao del Sur, su apellido se pronuncia Qudarat), fue un sultán moro de Filipinas, descendiente directo del anterior sultán Mohammed Kabungsuwan.

## Biografía
Gobernó mientras se producía la colonización española en la isla de Mindanao. Durante su reinado, cuando se iniciaba la evangelización por los misioneros españoles en la región durante la gobernación del general español Alonso Fajardo, convivió el Islam con el cristianismo. En su honor el municipio de Sultán Kudarat y la provincia de Sultán Kudarat, al suroeste de Mindanao, llevan su nombre.